# جوناس إيلمر
جوناس إيلمر (بالدنماركية: Jonas Elmer)‏ هو مخرج وممثل دانمركي، ولد في 14 مارس 1966 في الدنمارك.

## وصلات خارجية
- جوناس إيلمر على موقع IMDb (الإنجليزية)
- جوناس إيلمر على موقع ألو سيني (الفرنسية)
- جوناس إيلمر على موقع أول موفي (الإنجليزية)
- جوناس إيلمر على موقع قاعدة بيانات الأفلام السويدية (السويدية)
- جوناس إيلمر على موقع قاعدة بيانات الفيلم (الإنجليزية)
- جوناس إيلمر على موقع كينوبويسك (الروسية)